# Міністр закордонних справ Монако
Міністр закордонних справ Монако (офіційна назва посади: радник зовнішніх зносин Монако) — виконавча посада в уряді Монако, глава департаменту зовнішніх зносин Монако, яке бере участь у формуванні зовнішньої політики Монако і є представником інтересів країни та її громадян, захищає їх права. Посада радника зовнішніх зносин з'явилася 2005 року.

## Радники зі зовнішніх зносин Монако
- Райнер Імпереті — (1 лютого 2005—2006);
- Анрі Фіссоре — (2006 — 1 червня 2007);
- Жан Пастореллі — (1 червня 2007 — 20 червень 2008);
- Франк Біаншері — (20 червня 2008 — 31 грудня 2010);
- Жозе Бадья — (1 січня 2011 — 22 листопад 2015);
- Жиль Тонеллі — (22 лютого 2015 — 21 жовтня 2019)[2];
- Лоран Ансельмі[en] — (21 жовтня 2019 — 17 січня 2022);
- Ізабель Берро — (із 17 січня 2022).